# Érythrée aux Jeux olympiques d'hiver de 2022
L’Érythrée participe aux Jeux olympiques d'hiver de 2022 à Pékin en Chine. Il s'agit de sa deuxième participation du pays aux Jeux d'hiver.
Le pays est représenté par Shannon-Ogbani Abeda, ce dernier ayant déjà porté les couleurs de son pays lors des précédent jeux à Pyeongchang. Abeda souhaitait retourner aux jeux en 2022 mais décide toutefois de passer au bobsleigh en prenant sa retraite sportive du ski alpin. Cependant, en 2021, Abeda revient aux compétitions de ski jusqu'à parvenir en décembre à sécuriser un quota pour les Jeux olympiques d'hiver de 2022. 

## Athlètes et résultats

### Ski alpin
Shannon-Ogbani Abeda est qualifié en ski alpin (épreuves masculines).
| Athlète              | Épreuve      | 1re manche    | 1re manche | 2e manche     | 2e manche | Total         | Total |
| Athlète              | Épreuve      | Temps         | Rang       | Temps         | Rang      | Temps         | Rang  |
| -------------------- | ------------ | ------------- | ---------- | ------------- | --------- | ------------- | ----- |
| Shannon-Ogbnai Abeda | Slalom géant | 1 min 17 s 95 | 46e        | 1 min 22 s 50 | 41e       | 2 min 40 s 45 | 39e   |